# Kolatsch (Kuchen)

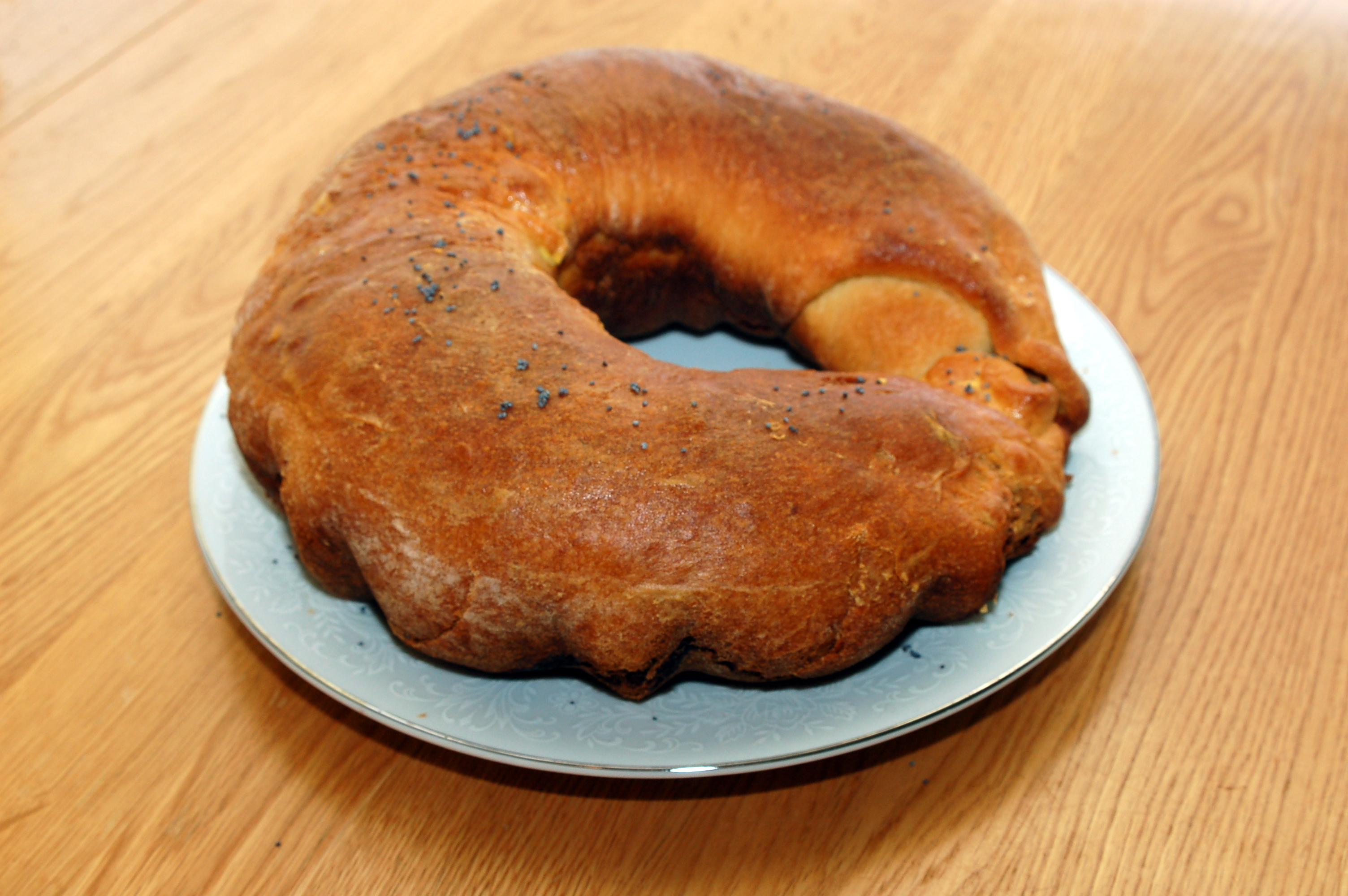
Kolatsch (kołacz/колач)

Kolatsch (polnisch: kołacz; ungarisch: kalács; ukrainisch: колач) ist ein rundes Traditionsgebäck der polnischen, ungarischen und ukrainischen Küche, dessen Herkunft auf die Kultur der altslawischen Zeit zurückgeht. Ursprünglich war der Kolatsch ein Hochzeitsbrot aus Weizen und entwickelte sich später zu einem Hefekuchen, der heute auch unabhängig von Hochzeitsfeiern geschätzt wird. 

## Beschreibung
Der polnische Kolatsch ist ein runder Hefekuchen, der aus der Springform kommen kann oder von Hand geformt wird. Seine Füllung besteht meist aus Weißkäse oder Mohn oder aus beidem zugleich. Normalerweise liegt die Füllung offen zutage, wobei häufig Streusel als Belag verwendet werden, wobei die Verzierung mit einem Teiggitter jedoch typischer ist. In der gedeckten Variante ist die Käse- oder Mohnfüllung im Innern des Kuchens verborgen.

## Etymologie
Der Name Kolatsch („kołacz“) hat dieselbe Wurzel wie das Wort koło („Rad“) und zeigt die runde Gestalt des Backwerks an. Im Russischen nennt sich das Gebäck калач (kalatsch) und im Ukrainischen колач (kolatsch). Im Kroatischen bedeutet der Ausdruck kolač, genauso wie im Tschechischen und Slowakischen (koláč) einfach nur „Kuchen“. In Ungarn wird die Bezeichnung kalács verwendet. Die deutsche Bezeichnung lautet „Kolatsche“.
Ein Bäcker, der Kolatsch herstellt, ist im Ukrainischen und Russischen ein „Kalaschnik“. Davon leitet sich der Familienname „Kalaschnikow“ ab.

## Geschichte
Der ursprüngliche slawische Kolatsch war ein rundes Brotgebäck und hat in dieser Form, oft mit einem Kreuz verziert, auch bis heute überdauert. Er wurde Brautpaaren zur Hochzeit überreicht.
In Polen und Böhmen entwickelte sich aus dem Brot ein süßer Kuchen, der nicht nur beim polnischen Adel überaus populär war und im 16. Jahrhundert sogar von Dichtern besungen wurde.
Das böhmisch-österreichische Plundergebäck Kolatsche geht ebenfalls darauf zurück, die Bezeichnung wurde aus dem Tschechischen entlehnt.